# ۱۰۴۹ (خورشیدی)
۱۰۴۹ هزار و چهل و نهمین سال هجری خورشیدی است.